# Лорейн (округ, Огайо)
Шаблон:StateAbbr_ 41°28′ пн. ш. 82°09′ зх. д. / 41.47° пн. ш. 82.15° зх. д.
Округ  Лорейн (англ. Lorain County) — округ (графство) у штаті  Огайо, США. Ідентифікатор округу 39093.

## Історія
Округ утворений 1824 року.

## Демографія
За даними перепису 
2000 року 
загальне населення округу становило 284664 осіб, зокрема міського населення було 238110, а сільського — 46554.
Серед мешканців округу чоловіків було 139647, а жінок — 145017. В окрузі було 105836 домогосподарств, 76192 родин, які мешкали в 111368 будинках.
Середній розмір родини становив 3,08.
Віковий розподіл населення поданий у таблиці:
| Стать    | До 15 років | 15-21 | 22-29 | 30-39 | 40-49 | 50-65 | 65-85 | Понад 85 |
| -------- | ----------- | ----- | ----- | ----- | ----- | ----- | ----- | -------- |
| Чоловіки | 31808       | 13886 | 13205 | 21160 | 22954 | 21806 | 13715 | 1113     |
| Жінки    | 30447       | 13713 | 13195 | 21325 | 22709 | 22873 | 18044 | 2711     |

## Суміжні округи
- Каягога — схід
- Медіна — південний схід
- Ешленд — південь
- Гурон — південний захід
- Ері — північний захід

## Виноски
1. ↑  U.S. Decennial Census. United States Census Bureau. Архів оригіналу за 12 травня 2015. Процитовано 8 лютого 2015.
2. ↑  Historical Census Browser. University of Virginia Library. Архів оригіналу за 11 серпня 2012. Процитовано 8 лютого 2015.
3. ↑  Forstall, Richard L., ред. (27 березня 1995). Population of Counties by Decennial Census: 1900 to 1990. United States Census Bureau. Архів оригіналу за 14 лютого 2015. Процитовано 8 лютого 2015.
4. ↑  Census 2000 PHC-T-4. Ranking Tables for Counties: 1990 and 2000 (PDF). United States Census Bureau. 2 квітня 2001. Архів оригіналу (PDF) за 18 грудня 2014. Процитовано 8 лютого 2015.
5. ↑  State & County QuickFacts. United States Census Bureau. Архів оригіналу за 6 червня 2011. Процитовано 8 лютого 2015.(англ.) Наведено за англійською вікіпедією.
6. ↑  American FactFinder. Бюро перепису населення США. Архів оригіналу за 26 лютого 2012. Процитовано 31 січня 2008.

| США | Це незавершена стаття з географії США. Ви можете допомогти проєкту, виправивши або дописавши її. |